# Charga

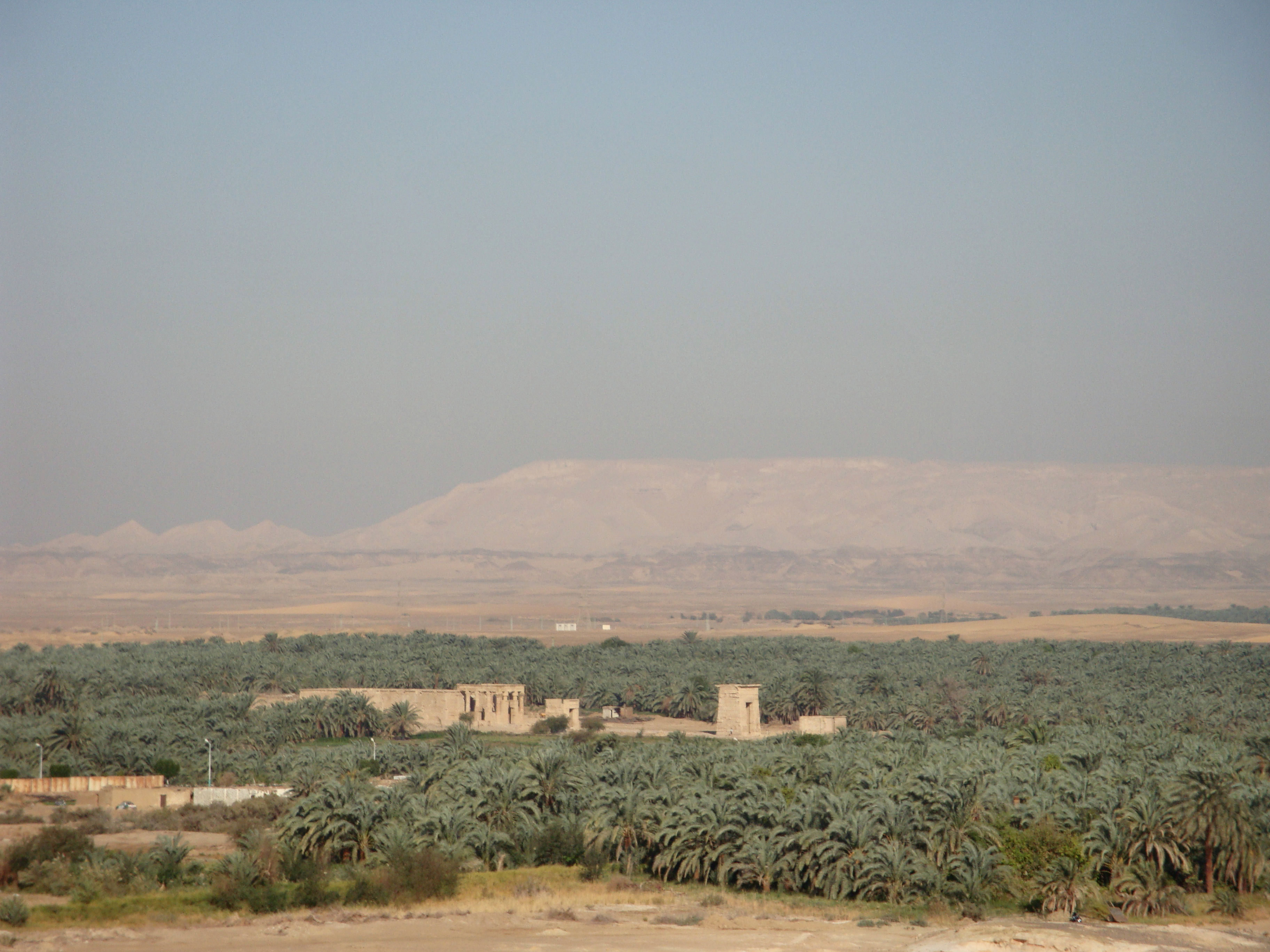
Blick auf den Tempel von Hibis in der Oase Charga

Die Oase Charga, kurz für die Senke al-Charga (arabisch الواحات الخارجة al-Wāhāt al-Charidscha, DMG al-Wāḥāt al-Ḫāriǧa ‚die äußeren Oasen‘, auch el-Kharga), ist die südöstlichste und zugleich größte der fünf bewohnten westägyptischen Senken. Sie befindet sich in der Libyschen Wüste im Bereich von 26° 00' N bis 24° 30' N (Nord – Süd) bzw. 30° 25' O bis 30° 50' O (West – Ost) und erstreckt sich über eine Länge von 200 km in Nord-Süd-Richtung. Die Bevölkerung zur Volkszählung 1996 betrug 49.461, auf einer Fläche von rund 1500 km².
Charga liegt etwa 150 km westlich des Niltals im Gouvernement al-Wadi al-dschadid (der Hauptort der Senke, der ebenfalls al-Charga heißt, ist zugleich Hauptstadt des Gouvernements).

## Namensgebung
Al-Charga wird zumeist mit der ca. 190 km westlich gelegenen Senke ad-Dachla als „Doppeloase“ zusammengefasst. In altägyptischer Zeit hieß diese Doppelsenke wḥA.t oder wḥA.t rsy.t (die Oase bzw. die südliche Oase), aber auch knm.t (südliche Oase). In griechisch-römischer Zeit heißt diese Verwaltungseinheit Oasis magna oder Oasis megale (griech. ῎Οασις μεγάλη), d. h. „die Große Oase“. Die administrative Trennung erfolgt etwa ab dem 4. Jahrhundert n. Chr., sie trägt nun ihren heutigen Namen, die „äußeren Oasen“.

## Politische und wirtschaftliche Bedeutung
Der Hauptort der Oase war Hibis, in arabischer Zeit auch al-Maimun genannt. Das Verwaltungszentrum der Doppelsenke war wohl immer in der Senke ad-Dachla in Qalamun. Erst seit 1958 ist die Stadt al-Charga die Hauptstadt des Gouvernements al-Wadi al-dschadid (Neues Tal), das auch die Senken ad-Dachla und Farafra umfasst.
Die Senke verdankt ihre wirtschaftliche Bedeutung als Haltepunkt an verschiedenen Karawanenrouten nach Libyen und in den Sudan (so zum Beispiel der Darb al-Arba'in). Zugleich ist sie Lieferant landwirtschaftlicher (Gemüse, Datteln, Wein) und mineralischer Erzeugnisse, zumindest seit dem altägyptischen Neuen Reich.

## Lage

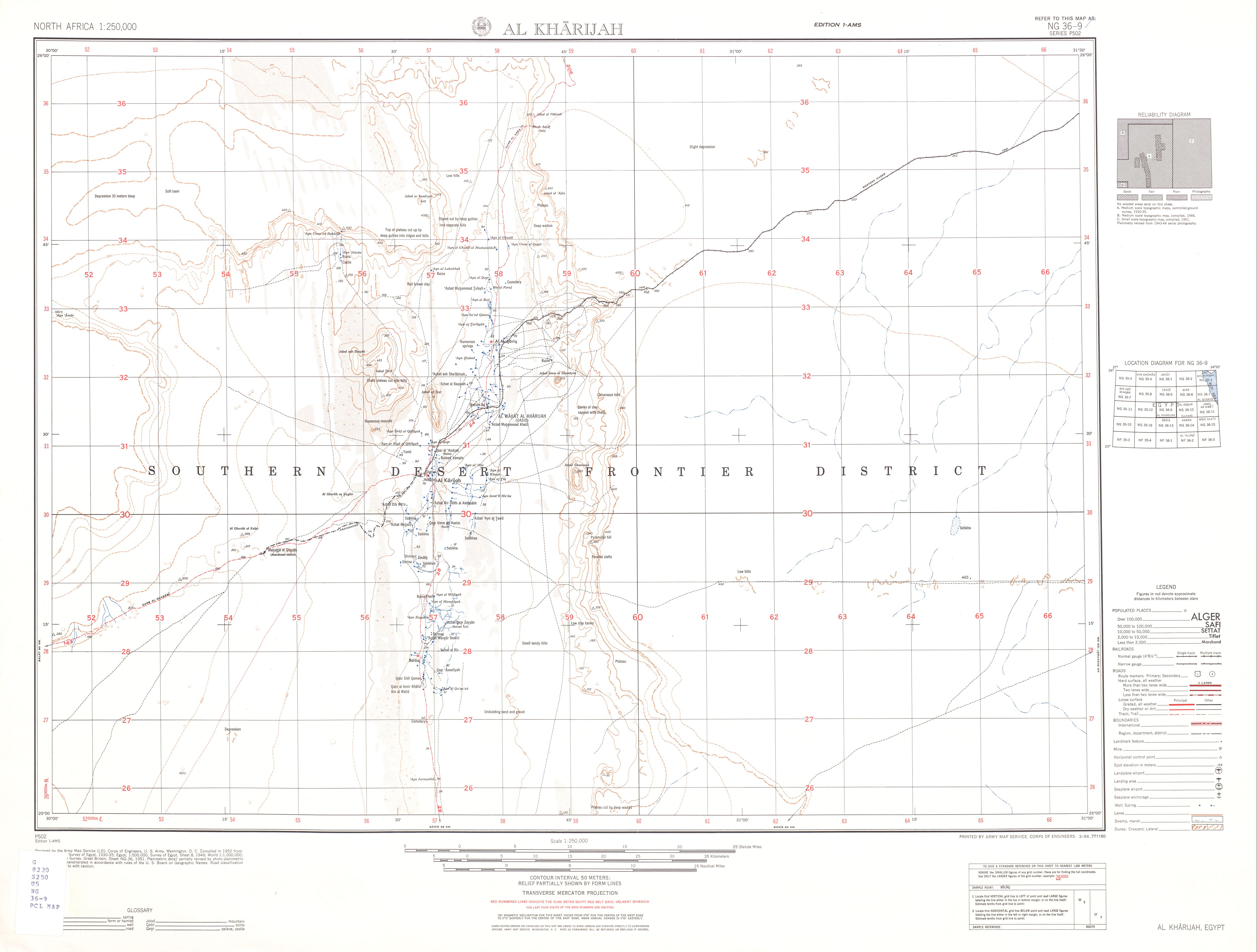
Kartenblatt mit Charga-Oase

Die Senke (geografische Lage siehe oben) erhebt sich ca. 30 bis 90 m über NN. Insbesondere im Norden und im Osten wird sie von Gebirgszügen begrenzt, die eine Höhe bis ca. 400 m erreichen können. Die teils schroffen Abhänge dieser Gebirgszüge erschweren auch den Zugang vom bzw. zum Niltal. Die Senke al-Charga kann nur über folgende sieben Pässe (arabisch نقب Naqb) von Nord nach Süd erreicht werden:
- Naqb Ramliyya (arabisch نقب رملية ‚Sandpass‘) liegt im äußersten Nordosten der Senke. Über diesen Pass führt die wohl berühmteste Piste, der 1800 km lange Darb al-Arba'in, von Asyut in die Region Darfur im Sudan. Die moderne Asphaltstraße von Asyut über die Stadt al-Charga nach Baris folgt dieser alten Route.
- 13 km südlich des erstgenannten Passes liegt der Naqb al-Yabsa (arabisch نقب اليابسة Naqb al-Yābsa ‚Festlandpass‘), der eine Alternative zum Naqb Ramliyya darstellt.
- Der Naqb ar-Rufuf (arabisch نقب الرفوف) befindet sich 45 km nordöstlich der Stadt al-Charga. Die Pisten, die ihren Ausgangspunkt in den Orten zwischen Sohag bis Abydos haben, erreichen die Senke über diesen Pass.
- Der Naqb Umm Sirwal (arabisch نقب أم سِرْوال, auch Naqb Abu Sirwal) liegt etwas südlich des Naqb ar-Rufuf. Von der Nilortschaft Girga (südlich von Sohag) oder von Abydos führt die Piste Darb Girga oder Darb ad-Dair zur Stadt al-Charga vorbei an der römischen Festung Dair al-Munira.
- Der Naqb Bulaq (arabisch نقب بولاق) befindet sich ca. 35 km südlich des Naqb Abu Sirawal und ca. 25 km nordnordöstlich des gleichnamigen Dorfes. Den Pass erreicht man über die Piste von Armant (ar-Rizaiqat) aus.
- Der Naqb el-Gaga (auch Naqb al-Dschadscha, arabisch نقب الجاجا) liegt nordöstlich des Dorfes al-Gaga und wird von Pisten aus Farschut (zwischen Qina und Abydos) oder Armant benutzt. Die heutige Asphaltstraße führt entlang der antiken Piste Darb al-Gaga über diesen Pass zum Dorf al-Gaga. Die Eisenbahnlinie Luxor–Qina–al-Charga verläuft ebenfalls über diesen Pass, aber zumeist weit nördlicher als die Straße, und gelangt zwischen al-Gaga und Bulaq in die Senke.
- Der südlichste Pass ist der Naqb Dusch (arabisch نقب دوش) nordnordöstlich des gleichnamigen Dorfes. Pisten von Edfu und Esna aus erreichen hier die Senke.

Die Nachbarsenke ad-Dachla erreicht man über zwei Pisten von al-Charga aus, und zwar über die Pisten Darb ʿAin Amur im Norden oder den Darb al-Ghubbari im Süden. Die moderne Asphaltstraße folgt dem Darb al-Ghubbari, in früheren Zeiten war wohl der Darb ʿAin Amur der beliebtere, weil ʿAin Amur über einen Brunnen verfügte.
Die Ausläufer der Wanderdüne Ghurd Abu Muharrik (arabisch غرد أبو محرّك, DMG Ġurd Abū Muḥarrik) passieren die Senke westlich der Straße nach Baris, dem zweitgrößten Ort der Senke.

## Wirtschaft
Der bedeutendste Wirtschaftszweig ist der Phosphatabbau in den Minen im Nordwesten der Senke.
Die meisten Einheimischen sind in der Landwirtschaft beschäftigt. Zu den wichtigsten Erzeugnissen zählen Datteln, Weizen, Reis und Gemüse.
Das Handwerk fertigt Erzeugnisse hauptsächlich für den lokalen Markt. Aus den Palmblättern werden Tragekörbe, Taschen und Untersetzer geflochten. Aus den getrockneten Stängeln der Palmblätter werden Käfige für Kleintiere gefertigt. Aus Ton werden Keramikgefäße für den täglichen Bedarf hergestellt. Ton und Beton dienen Künstlern auch zur Herstellung von Skulpturen; der bekannteste Vertreter ist der Künstler Mabrouk. Zu weiteren Erzeugnissen gehören auch traditionelle Kleidung und Silberschmuck wie Armreifen und Nasenringe. Das traditionelle Handwerk wird wieder gefördert. Deren Erzeugnisse wie Teppiche und Töpferwaren können auch von Touristen erworben werden.

## Geschichte
Die Senke ist mindestens seit dem Paläolithikum (Altsteinzeit) besiedelt, wohl nicht so sehr die Senke selbst als vielmehr die Berghänge. Das Klima unterschied sich vom heutigen deutlich: die sich damals abwechselnden Trocken- und Feuchtzeiten ermöglichten eine Steppenlandschaft mit zugehöriger Tierwelt (Gazellen, Strauße usw.). Die Hinterlassenschaften dieser Siedler, zum Beispiel in ʿAin Umm ad-Dabadib, sind vorwiegend Feuersteinwerkzeuge. Aus dem Neolithikum (Jungsteinzeit) stammen neben Feuersteinwerkzeugen auch Felszeichnungen, zum Beispiel am Dschabal at-Tair und südlich des Darb al-Ghubbari auf halbem Weg nach ad-Dachla.
Aus altägyptischen Zeiten, zumindest zwischen dem Alten und dem Neuen Reich, fehlen (noch) archäologische Zeugnisse. Das alte Ägypten trieb Handel mit seinen Nachbarn im heutigen Libyen und Sudan. Mit dem Esel als damals einzig bekanntem Lasttier – das Kamel wird erst unter den Persern eingeführt – konnte man Wegstrecken über 200 km kaum durchführen, nach spätestens drei Tagen braucht ein Esel Wasser. Alle Karawanen müssen über al-Charga geführt worden sein und hier Rast gemacht haben. Als Indizien sollen hier die erst 1971/1972 entdeckte Mastabagräber und der Gouverneurspalast von Balat in ad-Dachla aus der 6. Dynastie, die Biografie des Herchuf an seinem Grabe 34n in Qubbat al-Hawa, in der er Transporte entlang der Oasenstraße, dem Darb al-Arba'in, nennt und die ebenfalls aus der 6. Dynastie stammt. Im Neuen Reich gibt es Berichte über die Lieferung landwirtschaftlicher und mineralischer Erzeugnisse aus al-Charga in den thebanischen Gräbern bzw. im Luxor-Tempel. Die Nähe zu Luxor und die Tatsache, dass in al-Charga dieselben Hauptgötter wie in Theben verehrt wurden, lässt die Vermutung zu, dass die ersten Heiligtümer in al-Charga bereits im Neuen Reich errichtet wurden.
Die ältesten Tempel der Senke al-Charga, nämlich der von Hibis und Ghweita, haben ihre Ursprünge in der Äthiopier- bzw. Saitenzeit (25. bzw. 26. Dynastie), auch wenn die Inschriften erst aus persischer Zeit stammen. Aus saitischer und persischer Zeit liegen Zeugnisse vor, die aus allen Teilen der Senke stammen, d. h., die gesamte Senke stand im Einflussbereich der jeweiligen Herrscher.
In der Oase lag auch eine heute Umm Mawagir genannte Handelsstadt, die bereits im 4. Jahrtausend v. Chr. besiedelt war und zwischen 1650 und 1550 v. Chr. ihre Blütezeit erlebte.
Seine Blüte erreicht die Senke in griechischer bzw. noch deutlicher in römischer Zeit. Die Römer unterhalten in Ägypten zwei Legionen Soldaten, in der Senke al-Charga wohl bis zu 1000 Soldaten. Neben Militärposten und Garnisonen werden Siedlungen, Tempel und Aquädukte (arabisch قناة Qanāt) insbesondere im Nordteil der Senke erweitert oder neu angelegt. Die Festungen gehörten zu einem großen Festungssystem in Nordafrika. Die Aufgabe des hiesigen Militärs bestand in der Überwachung der Karawanenwege zum Niltal, nach ad-Dachla und nach dem Sudan. Über die Festungen ist recht wenig bekannt, da sie von den Wissenschaftlern weitgehend ignoriert werden.

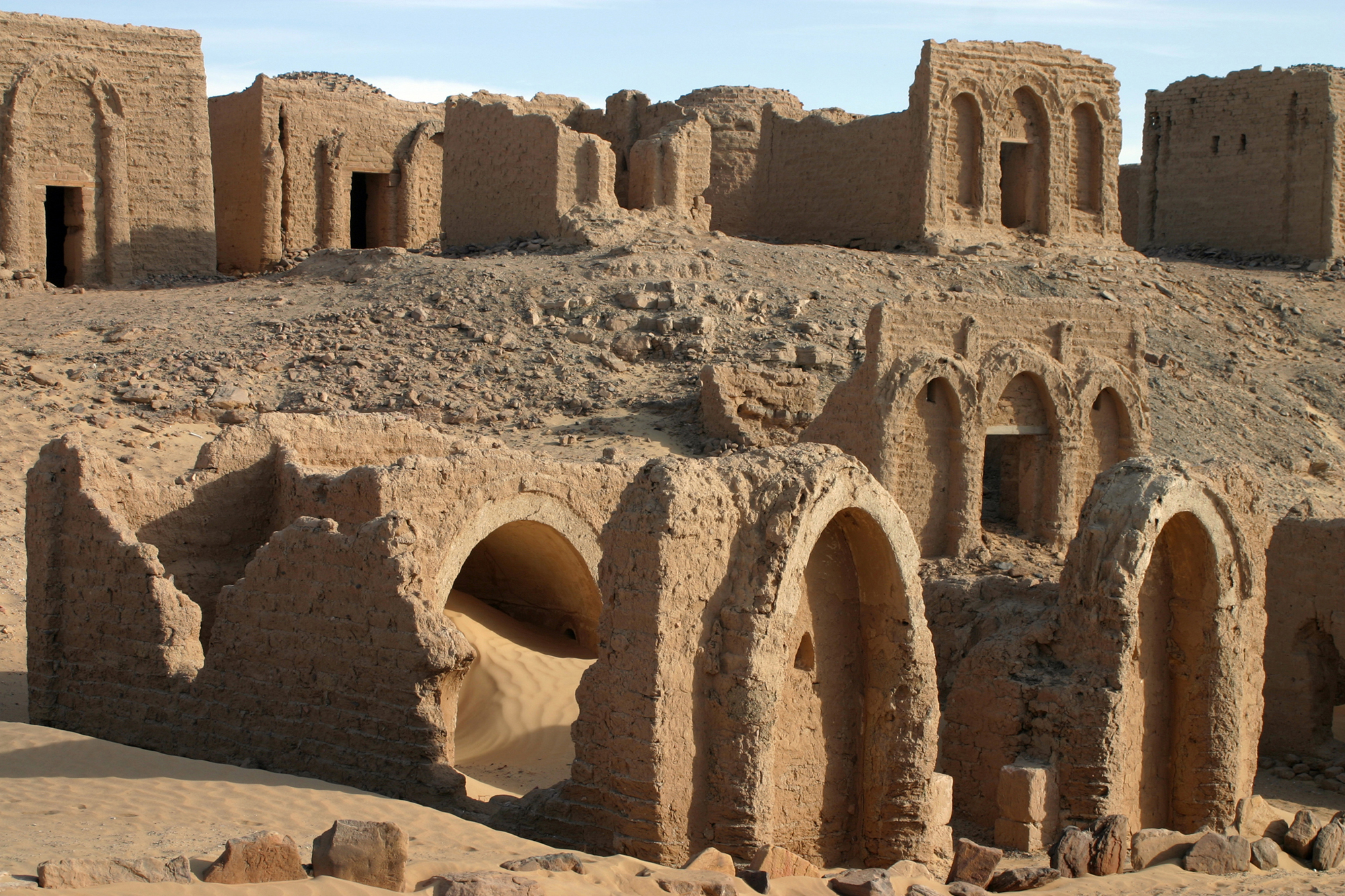
Grabkapellen al-Bagawat

Auch als Verbannungsort dient die Senke seit römischer Zeit, häufig für die verfolgten Christen. Seit dem 3. Jahrhundert n. Chr. gibt es hier die ersten Christen, zu den berühmtesten Verbannten zählen Athanasius und Nestorius. Am Ende des vierten Jahrhunderts sind al-Charga und ad-Dachla fast vollständig christlich. Zahlreiche bedeutende Monumente wie der Friedhof El-Bagawat und das Kloster 'Ain Mustafa Kaschif zeugen von dieser Zeit. Al-Charga wird zudem Bischofssitz. Immer wieder erfolgende Angriffe aus Nubien und Libyen und zunehmende Feindlichkeiten mit den Muslimen lassen das Christentum und den Bischofssitz im 14. Jahrhundert erlöschen.
Im Mittelalter ist die Senke teilweise verwaist, erst in mameluckischer Zeit werden hier wieder Soldaten zur Bewachung der Karawanenwege stationiert. Der Darb el-Arba'in ist noch bis ins 19. Jahrhundert in Nutzung. Die Karawanenwege werden nicht nur für den Handel genutzt, sondern dienen auch als Wege für Mekka-Pilger aus Nordafrika. In osmanischer Zeit wurden in der Senke sechs Zollstationen (von Süd nach Nord: al-Maks al-Qibli, al-Maks al-Bahri, ʿAin Schams ad-Din, Qasr az-Zayan, al-Ghuwaita und 'Ain Mustafa Kaschif) betrieben. Während der britischen Okkupation Ägyptens werden hier ebenfalls Soldaten stationiert, die hier feindliche Angriffe aus dem Sudan und aus Libyen abwehren sollen.
1958 erlebt das damalige kleine Dorf Qasr al-Charga einen bedeutenden Aufschwung. Unter Nasser wird das Gouvernement al-Wadi al-dschadid gebildet, zu dem auch die Senken ad-Dachla und Farafra gehören, und al-Charga wird zu dessen Hauptstadt ausgebaut.
Von 7. bis 10. Februar 2011 kamen bei Ausschreitungen im Zuge der Revolution in Ägypten 2011 mindestens fünf Menschen ums Leben und hunderte wurden verletzt. Es wurden Polizei- und Justizgebäude und die örtliche Zentrale der Regierungspartei angezündet und die Polizei schoss mit scharfer Munition auf Demonstranten.

## Forschungsgeschichte
Die frühesten Reisenden wie zum Beispiel der französische Reisende Poncet (1698) interessieren sich hauptsächlich für den Darb el-Arba'in, die Senke selbst bietet wenig Sehenswertes. Der Anfang des 19. Jahrhunderts gilt als große Zeit der Entdeckungen in der Libyschen Wüste. Der Franzose Cailliaud entdeckt 1818 den Hibis-Tempel, ihm folgen Edmonstone (1819), die Briten Gardner Wilkinson (1825) und Hoskins (1832), die Deutschen Brugsch (1850–1880, erste wissenschaftliche Beschreibung des Hibis-Tempels), Rohlfs (1874), Schweinfurth (1875), der Russe von Bock (1888/9 und 1897/8, Beschreibung des Friedhofs el-Bagawāt), die britischen Kartografen Beadnell und Ball (1898), die amerikanischen Ägyptologen Winlock und Davies (1909–1913, 1926–1939, Beschreibung des Hībis-Tempels) und 1936 der deutsche Ägyptologe Naumann (Beschreibung der Tempel von al-Charga).
In den 1970er- und 1980er-Jahren werden die Tempel vom Flugsand befreit. Seitdem gibt es auch wieder archäologische Forschungen und weitere Freilegungen.

## Zeugnisse
Seit der Vorgeschichte bis in die christliche Zeit hinein gibt es Felszeichnungen. Die bedeutendsten befinden sich im Abu-Tartur-Plateau, im Dschabal at-Tair und im Dschabal Tafnis.
Aus der pharaonischen Spätzeit stammen die Tempelanlagen von Hibis, an-Nadura, al-Ghuwaita, Qasr az-Zayan, Qasr Dusch, ʿAin Chanafis und 'Ain Manawir. Sie wurden bis in römische Zeit genutzt. In römischer Zeit wurde in dieser Senke ein umfangreiches Festungssystem samt Siedlungen angelegt, zu dem u. a. die Festungen von 'Ain Umm ad-Dabadib, Qasr al-Labacha, Qasr al-Gibb, Qasr as-Sumaira und Dair al-Munira gehören.
Die Senke gehört zu den bedeutendsten Siedlungsplätzen der Christen in der Libyschen Wüste. Zu den bedeutenden Denkmälern zählen der Friedhof al-Bagawat, die Klöster ʿAin Mustafa Kaschif und ʿAin Saʿaf bzw. die Kirche von 'Ain Schams ad-Din.
Aus islamisch-arabischer Zeit gibt es nur wenige Zeugnisse in der Stadt al-Charga. Dies sind das Minarett al-Mahaibis aus ayyubidischer Zeit und das Grab des Scheichs 'Abdullah.
Aus jüngster Zeit stammt die unvollendete Dorfanlage von Neu-Baris (arabisch باريس الجديدة, DMG Bārīs al-Ǧadīda) des ägyptischen Star-Architekten Hassan Fathy (1900–1989).

## Verkehrsanbindung
Vier der großen Senken sind über eine Ringstraße mit dem Niltal verbunden. Öffentliche Verkehrsmittel (Busse) verkehren nach ad-Dachla, Farafra, Bahariyya, Asyut und Kairo. Eine weitere Anbindung gibt es nach Luxor, hier verkehren aber keine öffentlichen Verkehrsmittel.
Seit 1996 besteht eine Eisenbahnverbindung (450 km) von Charga nach Qina und Luxor im Niltal. Es verkehren keine Züge mehr.
Ca. 5 km nördlich der Stadt al-Charga gibt es einen Flughafen, der einmal wöchentlich von Kairo aus angeflogen wird.

## Klimatabelle
|                       | Jan  | Feb  | Mär  | Apr  | Mai  | Jun  | Jul  | Aug  | Sep  | Okt  | Nov  | Dez  |   |      |
| Mittl. Tagesmax. (°C) | 22,1 | 24,7 | 28,8 | 34,5 | 38,2 | 40,2 | 39,9 | 39,5 | 37,1 | 33,9 | 28,1 | 23,5 | ⌀ | 32,6 |
| Mittl. Tagesmin. (°C) | 5,6  | 7,1  | 11,3 | 16,7 | 21,5 | 24,2 | 24,4 | 23,2 | 22,3 | 18,5 | 12,5 | 7,4  | ⌀ | 16,3 |
|                       |      |      |      |      |      |      |      |      |      |      |      |      |   |      |
| Niederschlag (mm)     | 0    | 0    | 0    | 0    | 0    | 0    | 0    | 0    | 0    | 0    | 0    | 0    | Σ | 0    |
|                       |      |      |      |      |      |      |      |      |      |      |      |      |   |      |
| Sonnenstunden (h/d)   | 9,3  | 9,7  | 9,6  | 10,2 | 10,9 | 12,1 | 11,6 | 11,8 | 10,7 | 10,1 | 9,7  | 8,9  | ⌀ | 10,4 |
|                       |      |      |      |      |      |      |      |      |      |      |      |      |   |      |
| Luftfeuchtigkeit (%)  | 52   | 45   | 38   | 29   | 27   | 28   | 30   | 31   | 36   | 41   | 47   | 51   | ⌀ | 37,9 |

| 5,6 |

| 7,1 |

| 11,3 |

| 16,7 |

| 21,5 |

| 24,2 |

| 24,4 |

| 23,2 |

| 22,3 |

| 18,5 |

| 12,5 |

| 7,4 |

| 5,6 |

| 7,1 |

| 11,3 |

| 16,7 |

| 21,5 |

| 24,2 |

| 24,4 |

| 23,2 |

| 22,3 |

| 18,5 |

| 12,5 |

| 7,4 |